# Raliul Iașului
Raliul Iașului este un raliu pe macadam care se desfășoară în Iași. Face parte din Campionatul Național de Raliuri, organizat de cǎtre Federația Română de Automobilism Sportiv (FRAS).

## Câștigători
| An   | Competitia                 | Câștigător                            | Automobil                  |
| ---- | -------------------------- | ------------------------------------- | -------------------------- |
| 2007 | Raliul Iașului             | Dan Gîrtofan Berghea Adrian           | Subaru WRX STI             |
| 2008 | Raliul Iasi 600 Prista Oil | Laukkanen Tapio Kaapro Harri          | Subaru Impreza N14         |
| 2009 | Raliul Iașului             | Jarkko Miettinen Mikko Lukka          | Mitsubishi Lancer Evo 9    |
| 2010 | Raliul Iașului             | Gergő Szabó Csegzy Levente            | Mitsubishi Lancer Evo 9    |
| 2011 | Raliul Iașului - Dunlop    | Gergő Szabó Köhler Zoltán             | Mitsubishi Lancer Evo 10   |
| 2012 | Raliul Iașului - Dunlop    | François Delecour Savignoni Dominique | Peugeot 207 S2000          |
| 2013 | Raliul Iașului - Dunlop    | Botka David Mihalik Peter             | Mitsubishi Lancer Evo 9 R4 |
| 2014 | Raliul Iașului - Cotnari   | Edwin Keleti Csomortani Botond        | Ford Fiesta R5             |
| 2015 | Raliul Iașului - Cotnari   | Simone Tempestini Dorin Pulpea        | Skoda Fabia R5             |
| 2016 | Cotnari Rally Iași         | Simone Tempestini Marc Banca          | Ford Fiesta R5             |
| 2017 | Cotnari Rally Iași         | Dan Gîrtofan Tudor Mârza              | Skoda Fabia R5             |
| 2018 | Cotnari Rally Iași         | Simone Tempestini Sergiu Itu          | Subaru Impreza STI N15     |
| 2019 | Raliul Iașului             | Valentin Porcișteanu Dan Dobre        | Citroen C3 R5              |